# Jens Albinus
Jens Albinus (n. 3 de enero de 1965, Bogense) es un actor y director de cine danés.

## Filmografía
La siguiente es una filmografía seleccionada de su carrera:
- The Idealist (2015)
- Deutschland 83 (2015) - como Henrik Mayer
- Silent Heart (2014)
- Nymphomaniac (2013)
- Borgen (2013)
- Everything will be Fine (2010)
- This Is Love (2009)
- Daisy Diamond (2007)
- The Boss of It All (2006)
- Ørnen (2004–2006) – como Hallgrim Ørn ("Eagle") Hallgrimsson
- Forbrydelser (2004) (Crimes) – como Carsten
- Facing the Truth (2002) – o To know the truth – como Richard Malmros (edad 27–45)
- Far from China (2001) – como John
- Gottlieb (2001) – como Martin Gottlieb
- Bænken (2000) – como Kim Bench
- Dancer in the Dark (2000) – como Morty
- Zacharias Carl Borg (2000) – como Zacharias Carl Borg
- Din for altid (1999) – como Jeppe
- Los idiotas (1998) – como Stoffer (el nombre del personaje es Kristoffer, y stoffer en danés significa "drogas")
- Bryggeren (1996) (Bryg successor) – como Hans Christian Andersen
- Portland (1996) – como Carsten
- Anton (1996) – como Lærer